# レンブラント広場

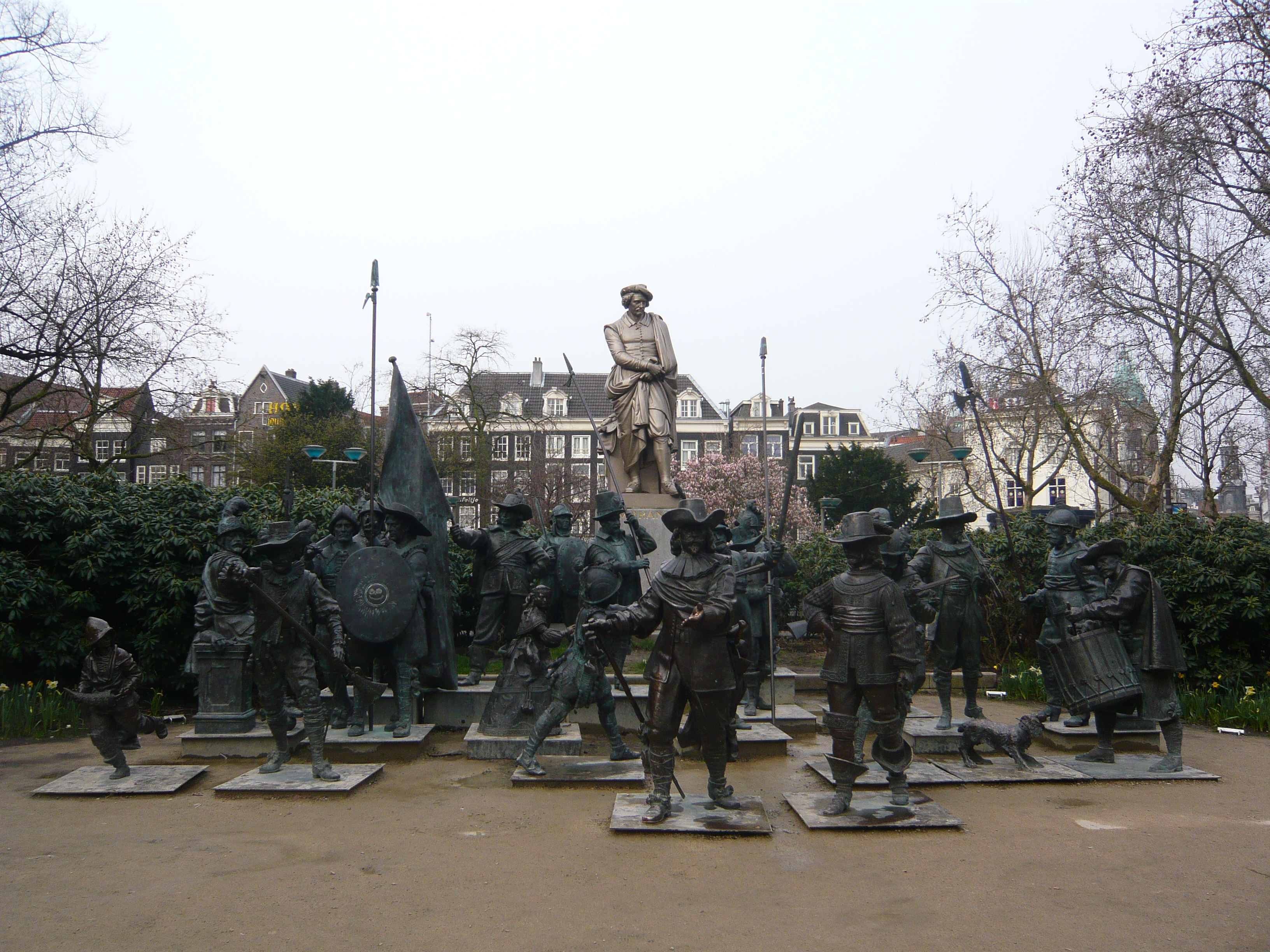
レンブラントの「夜警」を表現した群像

モデルとなった「夜警」

レンブラント広場（レンブラントひろば、Rembrandtplein）は、オランダのアムステルダムにある広場（公園）である。
画家レンブラント・ファン・レインの生誕400周年を記念して造られた公園で園内には彼の代表作のひとつ「夜警」（1642年作）をそのまま銅像で表現してある実物大の群像（全22体）がある。